# 2018-as Abu Dhabi Tour
A 2018-as Abu Dhabi Tour volt a verseny 4. kiadása, illetve a 2018-as UCI World Tour harmadik versenye. Az öt szakasos megmérettetés az Egyesült Arab Emírségek területén zajlott február 21. és 25. között 20 csapat részvételével.
A versenyt Alejandro Valverde nyerte meg Wilco Kelderman és Miguel Ángel López előtt.

## Részt vevő csapatok

### World Tour csapatok
A versenyen az FDJ kivételével az összes World Tour csapat elindult.
| - AG2R La Mondiale - Astana - Bahrain–Merida - BMC Racing Team - Bora–Hansgrohe - EF Education First–Drapac p/b Cannondale |  | - Katyusa–Alpecin - Lotto Soudal - Mitchelton–Scott - Movistar Team - Quick Step Floors - Team Dimension Data |  | - Team Lotto NL–Jumbo - Team Sky - Team Sunweb - Trek–Segafredo - UAE Team Emirates |

### Pro-kontinentális csapatok
| - Bardiani–CSF |  | - Gazprom–RusVelo |  | - Team Novo Nordisk |

## Szakaszok
| Szakasz | Dátum       | Rajt          | Cél           | Hossz   | Típus           | Győztes                                |
| ------- | ----------- | ------------- | ------------- | ------- | --------------- | -------------------------------------- |
| 1.      | február 21. | Madinát Zajíd | Madinát Zajíd | 189 km  | Sík             | Alexander Kristoff (UAE Team Emirates) |
| 2.      | február 22. | Abu-Dzabi     | Abu-Dzabi     | 154 km  | Sík             | Elia Viviani (Quick Step Floors)       |
| 3.      | február 23. | Abu-Dzabi     | Abu-Dzabi     | 133 km  | Sík             | Phil Bauhaus (Team Sunweb)             |
| 4.      | február 24. | Abu-Dzabi     | Abu-Dzabi     | 12,6 km | Egyéni időfutam | Rohan Dennis (BMC Racing Team)         |
| 5.      | február 25. | el-Ajn        | el-Ajn        | 199 km  | Közepes hegyi   | Alejandro Valverde (Movistar Team)     |

## Végeredmény
| Helyezés | Versenyző          | Csapat            | Idő         |
| -------- | ------------------ | ----------------- | ----------- |
| 1.       | Alejandro Valverde | Movistar Team     | 16h 00' 11" |
| 2.       | Wilco Kelderman    | Team Sunweb       | +11"        |
| 3.       | Miguel Ángel López | Astana            | +29"        |
| 4.       | Julien Alaphilippe | Quick Step Floors | +31"        |
| 5.       | Rafał Majka        | Bora–Hansgrohe    | +45"        |
| 6.       | Davide Formolo     | Bora–Hansgrohe    | +1' 13"     |
| 7.       | Diego Ulissi       | UAE Team Emirates | +1' 18"     |
| 8.       | Rui Costa          | UAE Team Emirates | +1' 28"     |
| 9.       | Rohan Dennis       | BMC Racing Team   | +1' 29"     |
| 10.      | Emanuel Buchmann   | Bora–Hansgrohe    | +1' 37"     |